# Lineus acutifrons
Lineus acutifrons är en djurart som tillhör fylumet slemmaskar, och som beskrevs av Rowland Southern 1913. Lineus acutifrons ingår i släktet Lineus och familjen Lineidae. Inga underarter finns listade i Catalogue of Life.